# لارس آرنه نيلسن
لارس آرنه نيلسن (بالنرويجية البوكمول: Lars Arne Nilsen)‏ هو مدرب كرة قدم ولاعب كرة قدم نرويجي، ولد في 6 أبريل 1964 في Sotra ‏ في النرويج. لعب مع نادي سوغندال لكرة القدم.

## وصلات خارجية
- لارس آرنه نيلسن على موقع اتحاد النرويج (النرويجية)
- لارس آرنه نيلسن على موقع قاعدة بيانات كرة القدم.إي يو (الإنجليزية)